# Scleria spicata
Scleria spicata är en halvgräsart som först beskrevs av Spreng., och fick sitt nu gällande namn av James Francis Macbride. Scleria spicata ingår i släktet Scleria och familjen halvgräs. Inga underarter finns listade i Catalogue of Life.